# Mellicta mandschurica
Mellicta mandschurica är en fjärilsart som beskrevs av Johann Heinrich Fixsen 1887. Mellicta mandschurica ingår i släktet Mellicta och familjen praktfjärilar. Inga underarter finns listade i Catalogue of Life.